# Musical Masterpiece Society
De Musical Masterpiece Society was een grammofoonplatenlabel, gespecialiseerd in klassieke muziek, dat in de jaren na de Tweede Wereldoorlog ontstond in de Verenigde Staten. Het werkte op basis van abonnementen. Abonnees konden tegen een gereduceerd tarief platen kopen. Het merk heeft tot het begin van de jaren zestig bestaan.

## Oorsprong
De Musical Masterpiece Society was een dochteronderneming van Concert Hall Society, een Amerikaans platenlabel, dat werd opgericht door de broers David en Sam Josefowitz. Concert Hall boekte snel succes op de Amerikaanse markt, door minder bekend repertoire op te nemen. Aanvankelijk werden nog slechts 78 toerenplaten gemaakt. Nieuw was, dat deze van het onbreekbare vinyl werden vervaardigd, zodat ze zonder problemen per post verstuurd konden worden. De meeste grammofoonplaten van dat moment werden nog van het uiterst breekbare schellak gemaakt.
Na de introductie van de 33 toerenplaat, schakelde Concert Hall over op de productie van deze nieuwe platen en sloeg het bedrijf zijn vleugels uit naar Europa.

## Nieuwe opzet
In Europa gingen de broers met hun nieuwe merk MMS van start. Ook hierbij hanteerden zij een abonneesysteem. Anders dan bij Concert Hall het geval was, hoefden de abonnees geen vast aantal platen af te nemen. Ook richtte MMS zich in eerste instantie op het standaardrepertoire. Dat maakte het merk tot een aantrekkelijk alternatief voor degenen die een nieuwe collectie wilden opbouwen. Een MMS-plaat kostte vaak 50% minder dan een van een gerenommeerd label. Via een systeem met spaarzegels, de 'Gramoclub', konden de abonnees nog weer korting krijgen op de normale MMS-prijs.

## Artiesten
Zowel in de Verenigde Staten als in West-Europa werd de markt begin jaren vijftig overspoeld met goedkope platen. Veel labels brachten opnamen uit van gelegenheidsorkesten en -ensembles, die van fantasienamen werden voorzien. MMS en Concert Hall deden dat anders. Voor de opnamen van hun repertoire putten zij uit de bestaande Europese orkesten en artiesten. 
MMS stuurde zelf technici en opnameapparatuur naar Europa, waarna ter plaatse de platen werden opgenomen.
Aanvankelijk richtte MMS zich vooral op Zwitserland. Hier werden het Symfonieorkest van Winterthur en het Tonhalle Orchester uit Zürich de huisorkesten van het label. Als dirigenten werden onder meer Walter Goehr, Otto Ackermann, Clemens Dahinden en Carl Bamberger ingeschakeld.
Later werd ook veel in Nederland gewerkt. MMS werkte hier samen met de omroeporkesten en met het Utrechts Symfonie Orkest. Omdat de orkesten van de omroep niet onder eigen naam mochten optreden, werden hier pseudoniemen gebruikt. Veelal werden de platen uitgebracht onder de naam "Nederlands Philharmonisch Orkest", dat echter geen enkele verwantschap heeft met het gelijknamige orkest dat 1985 werd opgericht. In andere gevallen werd geopereerd onder namen als het MMS-Symfonieorkest of het MMS-Kamerorkest. Ook kwamen voor de fantasienamen Orkest van het Amsterdams Philharmonisch Genootschap en Orchestra of the Handel Society. Zeker bij het gebruik van die laatste namen, is onduidelijk om welke ensembles het gaat en de namen zijn ook zeker gebruikt voor verschillende orkesten. Ook in Nederland werd weer van bekende, vaak buitenlandse, dirigenten gebruikgemaakt, zoals Goehr, Ackermann en ook Alexander Krannhals. Tot de Nederlandse dirigenten die voor MMS opnamen, behoren Piet van Egmond, Paul Hupperts, Ignace Neumark en Henk Spruit. Veel opnamen in Nederland werden in Hilversum gemaakt.
Aanvankelijk werd veel met plaatselijke solisten gewerkt. Later kwamen daar ook internationaal meer bekende namen bij, zoals de pianisten Noel Mewton-Wood, Grant Johannesen, Lili Kraus en Hannes Kann en de violisten Louis Kaufman, Manoug Parikian en Ricardo Odnoposoff.
In de jaren vijftig sloeg MMS zijn vleugels verder uit. Een aantal opnamen werd in de Sovjet-Unie gemaakt of gekocht. Dat leverde de medewerking op van onder meer violist David Oistrakh en dirigent Alexander Gauk. Ook verschenen opnamen van het London Philharmonic Orchestra, het Orchestre des Concerts Colonne, het Orkest van de Oostenrijkse Omroep en het Operaorkest van Frankfurt (Main) op MMS. Steeds vaker werkten beroemde dirigenten daaraan mee, zoals Sir Adrian Boult of Carl Schuricht. Dat op een van de platen (een opname van de Hongaarse Dansen van Brahms)  David Josefowitz zelf als dirigent op de hoes stond, zal door slechts weinigen in verband gebracht zijn met een van de directeuren van het bedrijf.
Geleidelijk werd het standaardrepertoire aangevuld met voor die tijd onbekendere muziek, zoals de Symfonie in D gr.t. (Die Nullte) van Bruckner en De vier jaargetijden van Vivaldi. De uitvoering door Kaufman en het MMS-Kamerorkest heeft zeker bijgedragen tot de enorme populariteit van dit werk, waarvan MMS de eerste opname op de markt bracht.
Hoewel orkestmuziek het leeuwendeel van het MMS-aanbod betrof, was er ook aandacht voor kamermuziek en zelfs voor de wat lichtere muze, zoals werken van Fritz Kreisler. Deze laatste categorie verscheen op het sublabel Varieton.

## Platen
MMS werkte gedurende de jaren vijftig met drie formaten voor de grammofoonplaat.
Het meest populair was de 25 centimeterplaat (10 inch). Hierop kon maximaal twintig minuten muziek per kant worden opgenomen. Daarnaast verschenen de later algemene 30 centimeterplaten (12 inch). MMS werd een van de weinige labels dat het singleformaat (17,3 cm, 7 inch) gebruikte voor 33 toerenplaten. Korte werken, met een maximum van ongeveer acht minuten per plaatkant, werden hierop uitgebracht.
Aan de vormgeving van de hoezen werd aanvankelijk weinig aandacht besteed. Aanvankelijk werd een standaardhoes gebruikt, waarbij de voorkant slechts verschilde in kleur en de inhoud van het vak waarin de feitelijke informatie over componist, werken en uitvoerenden stond. Pas in de tweede helft van de jaren vijftig werden deze standaardhoezen vervangen door speciaal voor de productie ontworpen omslagen. Opvallend was echter dat, ondanks de goedkope aanpak en de vaak niet optimale uitvoeringen, de koper van de platen uitgebreide informatie op de achterzijde van de hoes kreeg. In de beginjaren van MMS waren die hoesteksten in het Engels, medio jaren vijftig werden ook voor de Nederlandse markt veelal Duitse teksten gebruikt.
Bij enkele platen, vooral de kennismakingsexemplaren, waarmee een nieuw publiek moest worden aangeboord, was sprake van een Nederlandse tekst. MMS opereerde dan onder de naam Muzikale Meesterwerken Serie.

## Einde
In de hoogtijdagen, in het midden van de jaren vijftig, had MMS een eigen kantoor in Amsterdam, aan de Paulus Potterstraat. Ook in Utrecht was een vestiging. Tegen het einde van dat decennium werd de belangstelling van de consument minder. De 'gewone' platen waren goedkoper geworden en konden zonder ingewikkelde abonnementen worden gekocht. Het merk MMS verdween begin jaren zestig van de markt, maar met het label Concert Hall bleef de firma nog jaren actief.